# Middle Branch Reservoir
Middle Branch Reservoir – zbiornik retencyjny w stanie Nowy Jork, w hrabstwie Putnam, należący do sieci wodociągowej miasta Nowy Jork, oddany do użytku w 1878 r. Zbiornik został utworzony poprzez zbudowanie zapory wodnej na rzece Middle Branch Croton River.
Powierzchnia zbiornika wynosi 395 akrów (1,60 km2), średnia głębia to 31 stóp (9,4 m), a maksymalna – 62 stopy (19 m). Lustro wody położone jest 367 stóp (112 m) n.p.m. 
Woda ze zbiornika wpływa do Croton Falls Reservoir, a dalej do New Croton Reservoir poprzez rzekę Middle Branch Croton River.